# Barevná linka
Barevná linka je název používaný v České republice pro telefonní čísla se zvláštní tarifikací. Volání na některé z nich je bezplatné, na jiné může být naopak velice drahé a ani u neomezených tarifů se nezapočítává do volných minut. Barevná linka je speciální telefonní číslo, pomocí kterého může zákazník kontaktovat call centrum určité firmy (banky, pojišťovny, energetické, letecké a další společnosti) nebo využívat tak zvané audiotexové služby.
Obdobou barevných linek jsou tak zvané Premium SMS.

## Druhy barevných linek

### Zelené linky
Zelené linky mají telefonní čísla začínající 800. Volání na tato čísla je bezplatné. Pomocí těchto čísel se zákazník obvykle dovolá na call centrum určité firmy.

### Modré linky
Modré linky mají telefonní čísla začínající 81, 83 a 843 až 846. Cenu za volání platí částečně volající a částečně volaný. Cena se obvykle pohybuje v rozsahu 3 až 6 Kč za minutu, ale nezapočítává se do volných minut.

### Bílé linky
Bílé linky mají telefonní čísla začínající 840 až 842 a 847 až 849. Volání je zpoplatněné podobně jako u modrých linek. Oddělení bílých a modrých linek má spíše historické důvody, kdy bílé linky umožňovaly volat za stejný tarif, jaký platil pro místní hovory.

### Žluté a duhové linky
Žluté a duhové linky mají telefonní čísla začínající 90. Cenu volání určuje pátá a šestá číslice. Pokud jsou tyto číslice např. 95, je cena 95 Kč (včetně DPH) za minutu. Odchylně jsou účtovány hovory na čísla začínající 905 a 908, kdy se jedná o jednorázovou cenu (bez ohledu na jeho délku hovoru).

### Tísňové linky
Tísňové linky se nepočítají mezi barevné linky, ale shodují se s nimi tím, že volání na ně je zdarma.
- 112 - univerzální tísňová linka (jednotná v EU)
- 150 - Hasiči
- 155 - Zdravotní záchranná služba
- 156 - Městská policie
- 158 - Policie ČR

Na lince 112 lze komunikovat i anglicky nebo německy.

## Další linky se speciálními tarify
Speciální tarify mají i další čísla začínající jedničkou. Pozor je třeba dávat na služby vyhledání telefonního čísla, kde je volajícímu obvykle nabídnuto, že bude přepojen na vyhledané číslo; po přepojení se hovor stále účtuje podle tarifu pro původně zavolanou službu.